# Croatia Film
Croatia Film – przedsiębiorstwo z siedzibą w Zagrzebiu zajmujące się produkcją i dystrybucją filmów.

## Historia
Po raz pierwszy nazwa Croatia Film pojawiła się w 1917 roku, kiedy powstałą pierwsza chorwacka firma założona w 1917 roku przez Hamilkara Boškovicia i Julio Bergmana. W tym samym roku mają premierę dwa pierwsze chorwackie filmy – Brcko u Zagrebu (reżyser Anton Masovčić) i Matija Gubec (reżyser A. Binički). W kolejnych latach powstały tu kolejne filmy ze znanymi aktorami i kilka filmów dokumentalnych. Było również wydawane czasopismo poświęcone filmowi Tjednik.  W 1920 roku firma zaprzestaje działalności.
W 1946 roku powstaje przedsiębiorstwo zajmujące się dystrybucją, produkcją i wyświetlaniem filmów. Pod nazwą Croatia działa od 1954 roku. Po 1959 roku ogranicza działalność wyłącznie do dystrybucji. W 1969 roku rozpoczyna produkcję filmów fabularnych, a od 1971 roku reklamowych i animowanych. Na początku 1990 roku firma została sprywatyzowana.

## Produkcja
| Rok produkcji | Tytuły |
| ------------- | --- |
| 1969          | Ljubav i poneka psovka (reż. Antun Vrdoljak) |
| 1970          | Družba Pere Kvržice (reż. Vladimir Tadej) |
| 1973          | Razmeđa (reż. Krešo Golik), Życie dla miłości (reż. Krešo Golik) |
| 1975          | Hitler iz našeg sokaka (Hitler z naszej ulicy, reż Vladimir Tadej), Kuća (Dom reż. Bogdan Žižić), Muke po Mati (Pasja według Mateusza, reż. Lordan Zafranović)                                                                                   |
| 1976          | Izbavitelj (reż. Krsto Papić), Pociąg w śniegu |
| 1977          | Hajdučka vremena (reż. Vladimir Tadej), Letači velikog neba (reż. Marijan Arhanić), Ludi dani (Szalone dni, reż. Nikola Babić), Mećava (reż. Antun Vrdoljak), Ne naginji se van (Nie wychylać się, reż. Bogdan Žižić), Pucanj (reż. Krešo Golik) |
| 1978          | Bravo maestro (reż. Rajko Grlić), Ljubica (reż. Krešo Golik), Okupacja w 26 obrazach (reż. Lordan Zafranović), Poslednji podvig diverzanta Oblaka (reż. Vatroslav Mimica)                                                                        |
| 1979          | Čovjek koga treba ubiti (reż.Veljko Bulajić), Daj što daš (reż. Bogdan Žižić), Novinar (reż. Fadil Hadžić), Povratak (reż. Antun Vrdoljak, Petar Krelja)                                                                                         |
| 1980          | Avanture Borivoja Šurdilovića (reż. Aleksandar Djordjević), Rad na određeno vreme (reż. Milan Jelić) |
| 1981          | Visoki napon (reż. Veljko Bulajić), Kraljevski voz (reż. Aleksandar Djordjević), Nemir (reż. Adi Ahmet Imamović) |
| 1982          | Servantes iz Malog Mista (reż. Daniel Marusić), Variola vera (reż. Goran Marković), Živeti kao sav normalan svet (reż. Miloš 'Miša' Radivojević), Moj tata na određeno vreme (reż. Milan Jelić)                                                  |
| 1983          | Medeni mjesec (reż. Nikola Babić), Još ovaj put (Jeszcze tylko raz, reż. Dragan Kresoja), Mahovina na asfaltu (reż. Jovan Rančić) |
| 1984          | Tajna starog tavana (Tajemnica starego strychu, reż. Vladimir Tadej), Zadarski memento (reż. Joakim Marušić), U raljama života (reż. Rajko Grlić), Kamiondžije opet voze (reż. Milo Đukanović), Una (reż. Miloš 'Miša' Radivojević)              |
| 1985          | Ljubavna pisma s predumišljajem (Listy miłosne z premedytacją, reż. Zvonimir Berković) |
| 1986          | Divlji vetar (reż. Aleksandar Petković), Lijepe žene prolaze kroz grad (reż. Želimir Žilnik), Czarodziejski las |
| 1987          | Uvek spremne žene (reż. Branko Baletić), Već viđeno (reż. Goran Marković) |
| 1988          | Vila Orhideja (reż. Krešimir Golik), Čavka (reż. Miloš 'Miša' Radivojević) |
| 1989          | Čarobnjakov šešir (reż. Milan Blažeković) |
| 1993          | Kontesa Dora (reż. Zvonimir Berković) |
| 1999          | Četverored |
| 2000          | Je li jasno, prijatelju? (reż. Dejan Aćimović), Przygody szewczyka Grzesia |